# Stanislav Zvolenský
Stanislav Zvolenský (* 19. listopadu 1958, Trnava) je slovenský římskokatolický duchovní, od roku 2008 první arcibiskup bratislavský. V letech 2004–2008 působil jako pomocný biskup bratislavsko-trnavské arcidiecéze, 27. října 2009 byl zvolen předsedou Konference biskupů Slovenska.

## Život
Studoval na Římskokatolické cyrilometodějské bohoslovecké fakultě v Bratislavě. Dne 13. června 1982 byl biskupem Júliusem Gábrišem vysvěcen na kněze. Působil jako kaplan v Galantě a Hlohovci. V letech 1990 až 1992 působil jako farář ve farnosti Bratislava-Vajnory.
Roku 1992 nastoupil na postgraduální studium teologie v Innsbrucku. Později studoval na Papežské Gregoriánské univerzitě v Římě, kde roku 1998 dosáhl doktorátu z kanonického práva. Po návratu na Slovensko byl jmenován diecézním soudcem a odborným asistentem Římskokatolické cyrilometodějské bohoslovecké fakulty Univerzity Komenského, a roku 2001 proděkanem RKCMBF UK a soudním vikářem bratislavsko-trnavské arcidiecéze.
Dne 2. dubna 2004 jej papež Jan Pavel II. jmenoval pomocným biskupem bratislavsko-trnavské arcidiecéze a titulárním biskupem z Nova Sinna. Biskupské svěcení přijal 2. května 2004 z rukou arcibiskupa Jána Sokola a spolusvětiteli byli arcibiskup Henryk Józef Nowacki a biskup Dominik Tóth.
Dne 14. února 2008 ho papež Benedikt XVI. ustanovil arcibiskupem bratislavským a metropolitou Západní církevní provincie. Uveden do úřadu byl 8. března 2008 papežským legátem kardinálem Jozefem Tomkem. Na slavnost Svatých Petra a Pavla (29. června 2008) mu papež Benedikt XVI. odevzdal arcibiskupské pallium.
Dne 28. října 2009 byl zvolen předsedou Slovenské biskupské konference (KBS) a 8. listopadu 2012 byl potvrzen na další tříleté období.
Papež Benedikt XVI. jej dne 15. prosince 2009 jmenoval soudcem Nejvyššího tribunálu apoštolské signatury na dobu pěti let. Dne 21. září 2015 byl potřetí za sebou zvolen předsedou KBS.

## Exkomunikace heretických kněží
Dne 17. prosince 2009 Zvolenský jako bratislavský arcibiskup konstatoval exkomunikaci dvou novokněží bratislavské arcidiecéze (Martin Chebek, Stanislav Cigánek), souběžně byli biskupem Róbertem Bezákem exkomunikováni i trnavský kněz Martin Jarabica a jáhen Peter Mazúr. Exkomunikovaní v dopise z 12. prosince 2009 obviňovali některé slovenské, německé, české, indické, ukrajinské, polské a irské biskupy z hereze, navrhovali posmrtnou exkomunikaci Jana Pavla II. a kritizovali některé aktivity katolické církve, označili za herezi používání historicko-kritické metody v teologii a synkretismus s pohanstvím a okultismem a hrozili slovenským biskupům ztrátou posvátné moci, pokud do 25. prosince 2009 nepodepíší jimi sestavený formulář vyznání víry, obsahující například „zřeknutí se ducha historicko-kritické teologie“, „ducha relativismu“ atd. 25. prosince 2009 tito kněží zveřejnili dopis, v němž konstatovali, že nikdo z 18 obeslaných biskupů jejich výzvě nevyhověl a tedy je všech těchto 18 biskupů automaticky exkomunikováno.